# لشم
لَشُم (فرانسوی: Lachaume‎) نام فروشگاه گلی در شهر پاریس و یکی از قدیمی‌ترین گل‌فروشی‌های این شهر است. لَشُم یکی از اعلاترین، گران‌ترین و معروف‌ترین فروشگاه‌های گل در پاریس، قارهٔ اروپا و سرآمد در جهان است.

## تاریخچهٔ خاندان و فروشگاه گل لشم
فروشگاه گل لشم در سال ۱۸۴۵ توسط ژول لشم، هنرمندی روشنفکر و رویاپرداز که عضو برجسته‌ای از انجمن باغبانی زمان خویش بود، بنیان نهاده شد. لشم، استانداردی از زیبایی، ظرافت طبع و خلاقیت را ایجاد نمود که پس از ۱۸۰ سال همچنان ادامه دارد.
نخستین بوتیک اصلی در خیابان دو لا شوسه دانتن و در منطقهٔ مدرن پاریس قرار گرفته بود.
ژول لشم در سال ۱۸۴۷ کتاب زبان گل‌ها را به رشتهٔ تحریر درآورد که طیف گسترده‌ای از معنا و مفاهیم گلفروشی‌ها را در بر می‌گرفت. انتشار نخستین اثر هنری تخصصی دربارهٔ گل‌ها و ایجاد موسسه‌ای برای آموزش تکنیک‌های لشم، نمادی است از عهد و پیمان او به گسترش گلفروشی در قالب یک فرم هنری. مزون لشم، بسیار زود به عنوان فراهم‌کنندهٔ گل‌های دربار ناپلئون سوم شناخته شد و مقام اول قهرمانی نمایشگاه جهانی (۱۸۸۹) را به دست آورد.

## فروشگاه گل لشم مشهور به پروست
در سال ۱۸۸۹، بوتیک گل لشم، در منطقه ۸ پاریس و خیابان رویال ۱۰ قرار گرفت، محلی که جایگاه مزون‌های بزرگ مد و جواهرفروشی‌های گرانقیمت بود.
مارسل پروست، نویسندهٔ شهیر فرانسوی، روزانه برای خرید یک شاخه گل ارکیدهٔ کاتلیا که زینت‌بخش حفرهٔ دکمه‌اش بود به دیدار لشم می‌رفت.

## فروشگاه گل لشم در سده بیستم
در سال ۱۹۴۷ و پس از گذر یک سده، نخستین کلکسیون مد کریستین دیور که سالن‌های آن آراسته به چیدمان گل‌های لشم بود در خیابان مونتِنْیْ برگزار شد.
طراحان بزرگ مد، ایو سن لوران و کارل لاگرفلد مشتریان همیشگی گل‌های لشم بودند.
کارل لاگرفلد: «من می‌توانم یک دستهٔ گل لشم را از میان صد دستهٔ گل، تشخیص دهم. کیفیت خلاقانهٔ باورنکردنی‌ای در کار لشم وجود دارد تا جایی که می‌توانیم دربارهٔ احساس آنان صحبت کنیم.»
فرانسیس فورد کوپولا: «یک سال نوین شگفت‌انگیز! با سپاس فراوان از لشم.»
اوا هرزیگووا: «از شما سپاسگزارم برای همراهی پرمهرتان. گل‌ها شگفت‌انگیز هستند و افراد فوق‌العاده‌ای در این مزون کار می‌کنند، ای کاش مجبور نبودم فقط در پاریس از زیبایی گل‌ها سرمست شوم.»
استلا مک‌کارتنی: «مزون گل شما را می‌ستایم.»
کلودیا شیفر: «سپاس برای گل‌های پرشکوه لشم.»

## دوام سنت خاندان لشم
در دههٔ ۱۹۷۰، جوزپینا کالگاری که گلفروشی بی‌همتا بود با در دست گرفتن فرمان مزون لشم، به رؤیای خود صحت بخشید، این راه را ادامه داد و سپس این تجارت را به پسر و عروسش دیدیه وَسی و کولت وسی و نوادگانش کارولین نُکِر و استفانی پریمه واگذار کرد.
امروز، کارولین نکر و استفانی پریمه این مزون خانوادگی را با نگهداری میراث و تاریخ آن مدیریت می‌نمایند.

## بوتیک و فروشگاه گل لشم
در سال ۲۰۱۳، بوتیک و فروشگاه گل لشم به منطقه ۸ پاریس و خیابان فبور-سن-انوره در نزدیکی کاخ الیزه تغییر مکان داد و همچنان به دکوراسیون سنتی خود پایبند و وفادار است.
بوتیک گل لشم به فروش و گل‌آرایی گل‌های گوناگون، دسته‌های گل، دستهٔ گل‌های خشک، گل‌های خشک گندم، گل‌های بادوام و گل‌های عشق جاویدان ادامه می‌دهد.
مزون لشم همچنان فعال و شکوفاست و در طول سال‌ها میزبان مشتریان مشهور و سرشناسی از جمله خاندان‌های سلطنتی سراسر اروپا، شخصیت‌های هنری و فرهنگی برجسته‌ای همانند کارل لاگرفلد، ایو سن لوران و کریستین دیور تا کلودیا شیفر، سالوادور دالی و فرانسیس فورد کوپولا بوده و همچنین بسیاری از هنرمندان، ورزشکاران و طراحان مشهور امروزی را که به دنبال آثار بزرگ و منحصر به فرد هستند، به خود جذب می‌کند.